# Adam Szymczyk (dyplomata)
Adam Szymczyk (ur. 1950) – polski dyplomata i oficer wywiadu PRL, konsul generalny RP w Mediolanie (2004–2008).

## Życiorys
Adam Szymczyk uzyskał wyższe wykształcenie prawnicze i politologiczne na uniwersytetach w Lublinie i Warszawie. Zawodowo związany z Ministerstwem Spraw Zagranicznych, specjalizując się w stosunkach z Europą Wschodnią i Zachodnią. Przebywał na placówkach w Kijowie, Rzymie i przy Stolicy Apostolskiej (w tym jako chargé d’affaires). Do 1989 na placówkach przebywał jako porucznik wywiadu Polski Ludowej (pseudonim „Atar”). W latach 2004–2008 pełnił funkcję Konsula Generalnego RP w Mediolanie.
Ojciec trójki dzieci.

## Odznaczenia
- Komandor z Gwiazdą Orderu Świętego Grzegorza Wielkiego, Watykan (1993)[1]
- Oficer Orderu Zasługi Republiki Włoskiej, Włochy (2000)[6]